# Relations entre la Croatie et la Mongolie
Les relations Croatie-Mongolie (en croate : Hrvatsko-mongolski odnosi) font référence aux relations bilatérales (en) historiques et actuelles entre la Croatie et la Mongolie.
Les deux pays ont officiellement établi des relations diplomatiques le 10 mars 1993.
La Croatie est représentée en Mongolie par l’intermédiaire de son ambassade à Pékin (en Chine).
La Mongolie, quant à elle, dispose uniquement d'un consulat honoraire à Zagreb.

## Établissement des relations bilatérales
Avant 1990, alors que la Croatie faisait partie de République fédérative socialiste de Yougoslavie, six étudiants mongols furent diplômés des universités de Zagreb en tourisme, en économie et en génie civil. En 1994 et 1996, trois médecins ont suivi une formation avancée en Croatie avec le soutien de l'Organisation mondiale de la santé. 
C'est le 10 mars 1993 que les deux pays ont officiellement établi des relations diplomatiques.
En 2007, les deux pays ont signé un mémorandum de coopération affirmant leur volonté de renforcer leurs liens économiques et culturels.

## Visites d'État
En 2008, le président croate Stipe Mesić s'est rendu pour la première fois en Mongolie, suite l'invitation du président mongol Nambaryn Enkhbayar  qui a déclaré que la Mongolie soutiendrait la candidature de la Croatie au Conseil de sécurité des Nations unies. Mesić et Enkhbayar sont convenus qu'il y avait « de grandes possibilités de coopération dans de nombreux domaines, y compris l'éducation, l'exploitation des ressources pétrolières, le développement des infrastructures, la recherche sur les ressources en eau et les exportations de médicaments ».  En Mongolie, le président Mesić a également rencontré la première ministre mongole, Sanjaa Bayar, et le président du Parlement, Danzangin Lundejantsan. 
En octobre 2011, le président de la Mongolie, Tsakhia Elbegdorj, se rendu en Croatie et a signé un mémorandum d'accord entre l'Agence croate de promotion du commerce et de l'investissement et l'Agence mongole de commerce extérieur et d'investissement. 